# Fairmont (Virgínia de l'Oest)
Fairmont és una població dels Estats Units a l'estat de Virgínia de l'Oest. Segons el cens del 2008 tenia 19.024 habitants.

## Demografia
Segons el cens del 2000, Fairmont tenia 19.097 habitants, 8.447 habitatges, i 4.671 famílies. La densitat de població era de 941,7 habitants per km².
Dels 8.447 habitatges en un 21,4% hi vivien nens de menys de 18 anys, en un 40,2% hi vivien parelles casades, en un 11,7% dones solteres, i en un 44,7% no eren unitats familiars. En el 36,4% dels habitatges hi vivien persones soles el 16,8% de les quals corresponia a persones de 65 anys o més que vivien soles. El nombre mitjà de persones vivint en cada habitatge era de 2,16 i el nombre mitjà de persones que vivien en cada família era de 2,83.
Per edats la població es repartia de la següent manera: un 18,4% tenia menys de 18 anys, un 14,9% entre 18 i 24, un 24,1% entre 25 i 44, un 22,2% de 45 a 60 i un 20,4% 65 anys o més.
L'edat mediana era de 39 anys. Per cada 100 dones de 18 o més anys hi havia 83,3 homes.
La renda mediana per habitatge era de 25.628$ i la renda mediana per família de 37.126$. Els homes tenien una renda mediana de 27.944$ mentre que les dones 20.401$. La renda per capita de la població era de 16.062$. Entorn del 12,6% de les famílies i el 20,1% de la població estaven per davall del llindar de pobresa.

## Poblacions més properes
El següent diagrama mostra les poblacions més properes.